# Rally del Paraguay
El Rally del Paraguay (comercialmente  WRC ueno Rally del Paraguay) es una carrera de rally que se disputará anualmente desde finales de agosto de 2025. Es puntuable para el Campeonato Mundial de Rally, convirtiéndose así Paraguay en el trigésimo octavo país en organizar una prueba del campeonato WRC.
Sus ediciones se realizan próximas a la ciudad de Encarnación, departamento de Itapúa, al sur del Paraguay.

## Historia
Se han mantenido conversaciones entre las autoridades paraguayas y el promotor del WRC antes de la confirmación en junio de 2024. El Rally Trans Itapúa se celebra anualmente en marzo desde 1981 y ha sido elegido como el evento que se integrará al WRC. 
En 2024, se celebró un evento de prueba en septiembre, denominado 1° Rally del Paraguay, que fue la última prueba antes del debut en el WRC al año siguiente.  El Rally Trans Itapúa se sigue celebrando en marzo como fecha inaugural de los campeonatos paraguayo y CODASUR.

## Resultados
| Año  | Denominación                    | Ganador                               | Vehículo               | Equipo                              | Series               |
| ---- | ------------------------------- | ------------------------------------- | ---------------------- | ----------------------------------- | -------------------- |
| 2024 | 1° Petrobras Rally del Paraguay | Marco Bulacia Wilkinson Diego Vallejo | Volkswagen Polo GTI R5 | ABR South America by MG Rally Works | Campeonato paraguayo |